# Nasenhöhle

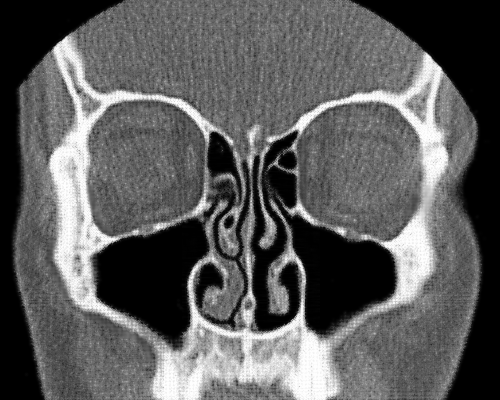
Nasenmuscheln im CT (koronare Schichtung). Die Nasenmuscheln der anatomisch rechten Kammer sind hier angeschwollen (links im Bild), die linke Kammer (rechts im Bild) ist frei.

Die paarige Nasenhöhle (Cavitas nasi, auch Fossa nasalis) ist Teil des Atemtraktes und enthält das Geruchsorgan. Die einzelne Nasenhöhle wird in der Humanmedizin auch als Nasenhaupthöhle (Cavum nasi, auch Nasus internus) bezeichnet. Nach dieser Terminologie wird der Nasenraum (Cavum nasi) durch die Nasenscheidewand (Septum nasi, Nasenseptum) in zwei Nasenhöhlen geteilt. So trennt diese Nasenscheidewand die linke von der rechten Nasenhöhle. In jeder Nasenhöhle lassen sich ein innerhalb der äußeren Nase gelegener Nasenvorraum (Vestibulum nasi) und der tiefer liegende eigentliche Nasenraum (Cavum nasi proprium) unterscheiden.
Nach anderer Terminologie ist die Apertura piriformis (lateinisch: apertura „Öffnung“; piriformis „birnenförmig“) die Öffnung des Gesichtsschädels zur knöchernen Nasenhöhle. Danach gibt es im Kopf nur eine Nasenhöhle. Auch hier ist die Nomenklatur hinsichtlich Nasenhaupthöhle und Nasenhöhle nicht einheitlich.
Das von einer Schleimhaut mit Flimmerepithel ausgekleidete Cavum nasi wird jeweils zwischen Boden und Dach der Nasenhöhle durch knöchern gestützte Nasenmuscheln (Conchae nasales) etagenartig in die Nasengänge (Meatus nasi) untergliedert. Die mediane Wand bildet das Septum; in der seitlichen Wand liegen Eingänge zu den Nasennebenhöhlen. Nach hinten öffnen sich die Nasenhöhlen über die Choanen zum nasalen Teil des Rachenraums.
Die knöcherne Nasenhöhle wird als Cavitas nasalis ossea bezeichnet. Die gemeinsame vordere Öffnung der beiden knöchernen Nasenhöhlen heißt Apertura piriformis und wird von beiden Maxillae und den beiden Ossa nasalia begrenzt.

## Gliederung
Beim Menschen sind meist drei Nasenmuscheln (lat. conchae nasales) zu unterscheiden:
- obere Nasenmuschel (Concha nasalis superior, bei Tieren Concha nasalis dorsalis)
- mittlere Nasenmuschel (Concha nasalis media)
- untere Nasenmuschel (Concha nasalis inferior, bei Tieren Concha nasalis ventralis)

Gelegentlich kann zusätzlich eine oberste Nasenmuschel (Concha nasalis suprema) ausgebildet sein. Sie heißt auch Concha nasi suprema, Concha sphenoidalis, Concha Santorini oder Santorini-Muschel. Es handelt sich dabei um den nur inkonstant durch eine Furche abgesetzten hinteren Teil der oberen Nasenmuschel mit eigener Knorpelplatte. Sie liegt dorsosuperior der oberen Nasenmuschel. Sie kommt bei Neugeborenen in 88 Prozent der Fälle vor und tritt bei Erwachsenen nur noch in etwa 18 Prozent der Fälle auf. Beim Fetus sind regelhaft zwei oder drei oberste Nasenmuscheln als Reste der Ethmoturbinalia (Siebbeinmuscheln) bei den makrosmatischen Tieren nachzuweisen.
In der Zoologie werden die Conchae der Makrosmatiker auch als Turbinalia (lateinisch turbare = aufwühlen) bezeichnet. Im Englischen heißt eine Concha auch beim Menschen turbinate. Die operative Entfernung einer Nasenmuschel heißt Konchektomie oder Turbinektomie. Die Conchotomie ist die operative Verkleinerung einer Concha (Conchareduktion).
Die Nasenmuscheln grenzen drei Nasengänge ab:
- oberer Nasengang (Meatus nasi superior, bei Tieren Meatus nasi dorsalis): zwischen oberer und mittlerer Nasenmuschel. Bei Nichtprimaten endet er blind. In diesem Gang ist im hinteren Teil das Geruchsorgan (Organum olfactorium) lokalisiert, weshalb der Gang auch Riechgang heißt.
- mittlerer Nasengang (Meatus nasi medius): zwischen unterer und mittlerer Nasenmuschel. Auch der mittlere Nasengang endet bei Nichtprimaten blind. An ihn sind die Nasennebenhöhlen (Sinus paranasales) angeschlossen, deshalb auch Sinusgang genannt.
- unterer Nasengang (Meatus nasi inferior, bei Tieren Meatus nasi ventralis): zwischen Gaumen und unterer Nasenmuschel. Er führt über die Choanenöffnung in den Nasenrachen und dient als Luftweg, daher auch als Atemgang bezeichnet. Im vorderen Teil mündet der Tränen-Nasen-Gang (Ductus nasolacrimalis) in einer Schleimhautfalte (Hasner-Klappe oder Hasner-Falte nach Joseph Hasner Ritter von Artha, Plica lacrimalis).

Bei Primaten, also auch beim Menschen, führen alle drei Nasengänge über die Choanenöffnung in den Nasenrachen und dienen als Luftweg. Gegenüber Nichtprimaten ist die Nase verkürzt und deutlich höher, die Nasenmuscheln sind reduziert und in ihrer Form einfacher.

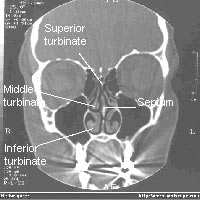
Frontalschnitt einer Computertomographie der Nasenhöhle und Nasennebenhöhle
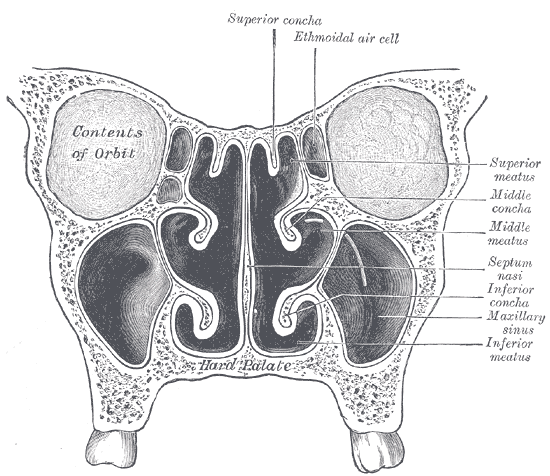
Frontalschnitt durch die Nasenhöhle
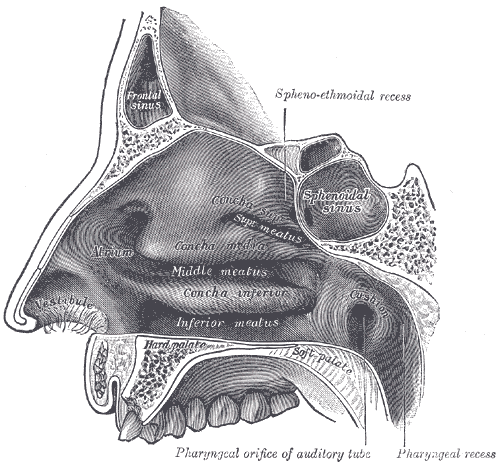
Sagittalschnitt Blick nach seitlich (lateral) auf die Seitenwand (in Richtung auf die Kieferhöhle)
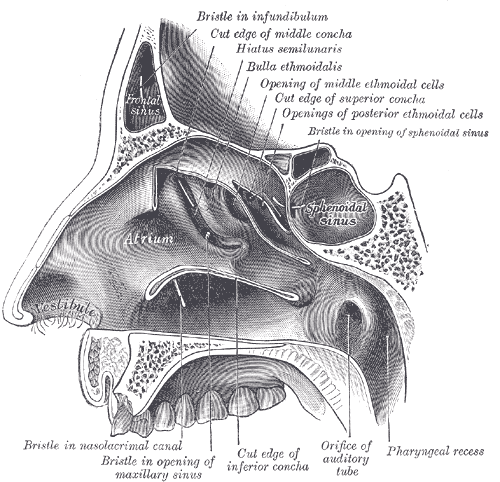
Sagittalschnitt, dabei sind die Conchae entfernt
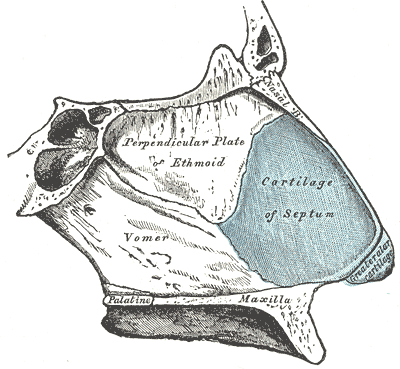
Sagittalschnitt, mit Blick nach innen (medial) auf das Nasenseptum
- 3D-Ansicht des Abgusses der Nasenhöhle und Nasennebenhöhlen eines Menschen

## Geschichte
Früher wurden die drei oder vier Nasenmuscheln nicht nur als Conchae, sondern (irrtümlich) auch als Chonchae (Chonchae nasales, Choncha nasalis suprema) bezeichnet.
Früher definierte man die Nasenhöhle als einen Raum, der durch die Scheidewand in zwei symmetrische Hälften geteilt wurde. Diese Nasenhöhle hieß auch innere Nase in Abgrenzung zur äußeren Nase. Die äußere Nase war „das Gehäuse der Nasenhöhle, jederseits von Wange und Augenhöhle begrenzt“. Die innere Nase oder Nasenhöhle im engeren Sinne liegt zwischen den Oberkieferbeinen.
Als Agger nasi (lateinisch agger = Schutzwall, Damm) bezeichnete man früher den Nasenwall. Das ist eine schwache Erhabenheit der seitlichen Nasenwand von der mittleren Nasenmuschel nach vorn-unten.

## Anatomie
Beim Erwachsenen ist eine Nasenhöhle etwa sechs Zentimeter lang und im Bereich der Siebplatte bis zu vier Zentimeter hoch. Die beiden Nasenhöhlen sind dem asymmetrischen Bau der beiden Gesichtshälften entsprechend meist ganz verschieden. Die ganze Nase weicht oft auffällig nach einer Seite ab. Man grenzt das schmale Dach der Nasenhöhle vom sogenannten Nasentunnel ab.
„Außer den drei Hauptmuscheln kommen beim Menschen meist rudimentäre Nebenmuscheln vor. Eine solche ist die Bulla ethmoidalis, die im Meatus nasi medius, oberhalb der Zugangsstelle zu Kiefer- und Stirnhöhle liegt.“ „In der eigentlichen Nasenhöhle selbst ist die Schleimhaut der Regio respiratoria sehr verschieden von der Regio olfactoria.“ Die Bulla ethmoidea ist eine Nebenmuschel des Siebbeins.
Als Recessus sphenoethmoidalis oder Recessus sphenoethmoideus bezeichnet man die Vertiefung zwischen dem Keilbeinkörper und der oberen Nasenmuschel, in welche mit enger Schleimhautöffnung die Keilbeinhöhle einmündet. Ein Recessus ist eine Vertiefung, Ausbuchtung oder Tasche.
Das Nasenskelett wird von einer gut durchbluteten Schleimhaut überzogen. Im Vestibulum findet sich noch Epidermis. Der Tränen-Nasen-Gang (Ductus nasolacrimalis) ist allseits von knöchernen Strukturen umgeben und mündet beim Erwachsenen nach maximal 5 mm in den unteren Nasengang der Nasenhöhle.

## Embryologie
Die erste Anlage der Nasenhöhle entsteht als Verdickung des Ektoderms und wird als Riechplakode oder Riechplatte bezeichnet. Dies wird durch Kontakt mit dem Vorderhirnbläschen induziert. Die Riechplakode senkt sich zur Riechgrube ein und wird durch Mesenchym des Kopfes vom Vorderhirn separiert. Das Epithel der dorsolateralen (rückenwärtig und zur Seite gerichtet) Abschnitte der Riechgrube wird zum Riechepithel, der mediale Anteil zum Epithel des Jacobson-Organs. Letzteres bildet sich beim Menschen im Verlauf der weiteren Fetalentwicklung wieder zurück. Die weitere Vertiefung der Riechgrube wird auch als Riechsack bezeichnet. Dieser bekommt eine Verbindung zur Mundhöhle, die als primäre Choane bezeichnet wird. Durch Verschmelzung der Gaumenplatten wird der Nasengang nach hinten länger und die Choanenöffnung wird zur sekundären Choane.

## Physiologie
Die eigentliche Nasenhöhle (Regio respiratoria nasi) besitzt eine drüsenreiche flimmernde Respirationsschleimhaut. Diese Nasenschleimhaut hat die Aufgabe, die eingeatmete Luft anzuwärmen und anzufeuchten.
Auf der oberen Muschel, an der Siebplatte und an den angrenzenden Teilen des Nasenseptums findet sich eine spezifische Schleimhaut mit Riechrezeptoren (Regio olfactoria nasi) für die olfaktorische Wahrnehmung.
Die Nasenschleimhaut produziert einen Sekretfilm. Das Respirationsepithel trägt feinste Geißeln oder Zilien. Es entsteht ein Flimmerstrom, der gegen den Rachen zu gerichtet ist und zur Selbstreinigung der Nase beiträgt.
Beim Menschen findet die Nasenatmung in körperlicher Ruhe nicht gleichmäßig durch beide Nasenlöcher statt. Diesen Vorgang bezeichnet man als Nasenzyklus.
Die Nasenhöhle spielt beim Sprechen eine wichtige Rolle. Bei den nasalen Konsonanten strömt relativ viel Luft durch die Nasenhöhle. Ein abnormaler, nasaler Klang der Stimme tritt auf, wenn zu viel oder zu wenig Luft durch die Nasenhöhle strömt (Nasalität, Nasalitätsstörung).

## Diagnostik
Die Nasenhöhlenspiegelung heißt Rhinoskopie.
Ein diagnostischer Nasopharyngealabstrich erfolgt meistens im rechten oder linken unteren Nasengang. Zur Probennahme zum Beispiel für einen Erregernachweis wird dabei ein steriles Wattestäbchen mit flexiblem Schaft mehrere Zentimeter tief horizontal bis in den Nasopharynx eingeführt und für einige Sekunden gedreht. Beim einfachen Nasenabstrich streicht man dagegen für jeweils fünf Sekunden nur beide Nasenvorhöfe rotierend ab.

## Transnasale Ernährungssonde
Zur künstlichen Ernährung kann eine Ernährungssonde durch einen der beiden unteren Nasengänge (Fachwort transnasal) bis in den Magen gelegt werden.

## Nasale Applikation
Eine Nasenhöhle kann auch als Zugangsweg für Genuss- und Suchtmittel (z. B. Schnupftabak, Kokain) und Medikamente (Nasensalbe, Nasentropfen, Nasensprays, Inhalationen, Inhalationsanästhetika) dienen.

## Krankheiten
Starke Verbiegungen der Nasenscheidewand (Septumdeviationen) behindern die Nasenatmung. Am vorderen Rand der knorpeligen Nasenscheidewand liegt der Septumschwellkörper mit dem Locus Kiesselbachii (Kiesselbachscher Wulst), der Prädilektionsstelle für das Nasenbluten.
Als eine Rhinitis („Nasenentzündung“; griechisches Kunstwort ῥινίτις aus altgriechisch ῥίς rhīs [Genitiv ῥίνος rhīnos] „Nase“ und dem Suffix -itis für „Entzündung“) oder eine Koryza (auch in latinisierter Schreibweise Coryza; griechisch κόρυζα „Erkältung, Schnupfen“; deutsch auch Rotz oder Nasensekret) wird eine akute oder chronische Entzündung der Nasenschleimhaut durch infektiöse, allergische und pseudoallergische Mechanismen bezeichnet.
Nasenpolypen sind Ausstülpungen von chronisch entzündeter und ödematöser Schleimhaut in der Nasenhöhle. Man spricht von einer Polyposis nasi. Therapeutisch können diese polypösen Wucherungen meistens unter Lokalanästhesie mit einer Schlinge abgetragen werden; das nennt man Polypektomie.
Bei einer Muschelhyperplasie (meistens der unteren Muschel) mit behinderter Nasenatmung kann operativ ein Gewebestreifen am Unterrand der betroffenen Muschel mit einer Schere oder einer Schlinge abgetragen werden. Dieses Verfahren heißt Konchotomie. Eine andere Behandlungsmöglichkeit ist die Muschelkaustik.
Ein Nasenhöhlenkarzinom ist sehr selten.
Die Nasenschleimhaut ist das Hauptorgan, das vom Kokainismus betroffen ist. Die in die Droge eingebrachten Beimischungen wie Lidocain, Äther und Backpulver können auch die Knorpelwände zerstören.
Die Ozaena, auch Rhinitis atrophicans cum foetore sowie Rhinitis atrophicans sive foetida, Coryza foetida oder „Stinknase“ genannt, ist eine seltene Erkrankung der Nasenschleimhaut und der Nasenmuscheln.

## Anmerkungen zum vierten Nasengang

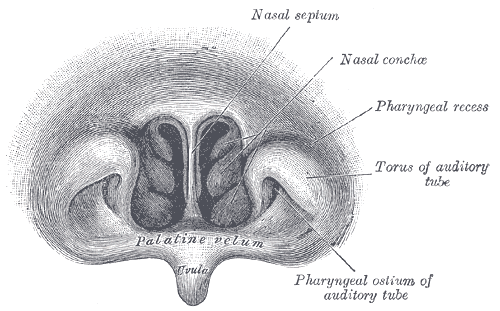
Die Vorderseite des nasalen Teils des Rachens, wie sie mit einem Laryngoskop (Kehlkopfspiegel) gesehen wird